# Tor (geslacht)
Tor is een geslacht van straalvinnige vissen uit de familie van karpers (Cyprinidae).

## Soorten
- Tor ater Roberts, 1999
- Tor barakae Arunkumar & Basudha, 2003
- Tor douronensis (Valenciennes, 1842)
- Tor hemispinus Chen & Chu, 1985
- Tor khudree (Sykes, 1839)
- Tor kulkarnii Menon, 1992
- Tor laterivittatus Zhou & Cui, 1996
- Tor macrolepis (Heckel, 1838)
- Tor malabaricus (Jerdon, 1849)
- Tor polylepis Zhou & Cui, 1996
- Tor progeneius (McClelland, 1839)
- Tor putitora (Hamilton, 1822)
- Tor qiaojiensis Wu, 1977
- Tor remadevii Madhusoodana Kurup & Radhakrishnan, 2011
- Tor sinensis Wu, 1977
- Tor soro (Valenciennes, 1842)
- Tor tambra (Valenciennes, 1842)
- Tor tambroides (Bleeker, 1854)
- Tor tor (Hamilton, 1822)
- Tor yingjiangensis Chen & Yang, 2004
- Tor yunnanensis (Wang, Zhuang & Gao, 1982)